# The Fall (jeu vidéo)
The Fall: Part 1 est un jeu vidéo d’action-aventure et à défilement horizontal par le studio canadien indépendant Over the Moon. Le jeu a été lancé en mai 2014 pour les plateformes Microsoft Windows, Mac OS X et Linux par le truchement de distributeurs dématérialisés : Steam, GOG.com et le Humble Store. The Fall a été adapté et commercialisé pour la Wii U sur sa boutique en ligne, la Nintendo eShop, en août 2014 ainsi que pour la PlayStation 4 (PlayStation Store) et la Xbox One (Xbox Live) en juillet 2015. L’histoire s’articule autour de A.R.I.D., un logiciel d'intelligence artificielle opérant une combinaison de combat spatiale à la technologie avancée, alors qu’il recherche activement des soins médicaux pour le pilote blessé situé à l’intérieur de ladite combinaison. Le jeu reprend nombre d’éléments propres au genre Metroidvania (mot-valise combinant Metroid et Castlevania) incluant des objectifs évolutifs et un environnement à explorer de façon non linéaire.
Le jeu a pour suite The Fall: Part 2 - Unbound.

## Histoire
Après avoir subi une chute sur une planète inexplorée, le logiciel d’exploitation doté d’intelligence artificielle (A.R.I.D.) d'une combinaison Mark-7, véritable exosquelette motorisé, s’active lorsqu’il est détecté que le pilote n’est plus conscient. Puisque les fonctions médicales de la combinaison ne fonctionnent plus et qu’aucune donnée interne ne permettent au logiciel de savoir où la combinaison a atterrit, A.R.I.D. reprend peu à peu contrôle des différentes composantes de la combinaison pour mener son occupant à obtenir des soins médicaux le plus rapidement possible.

## Développement
The Fall est en majorité le produit du travail de John Warner, fondateur du studio Over the Moon Games. John Warner a décrit le processus de création solitaire « d’incroyablement gratifiant. C’est ce que je ferais si je bénéficiais de ressources infinies, si j’étais un milliardaire ». Le jeu tire son inspiration des jeux Metroid et Monkey Island, alors que Limbo a servi de modèle esthétique ou visuel,.  Le développement de The Fall a été sociofinancé en partie par une campagne Kickstarter ayant levé 38 155 dollars canadiens in en octobre 2013. Une suite est en développement.

## Accueil

### Critique
Les critiques ont été généralement favorables à The Fall qui a reçu des moyennes agrégées de 70 % (sur Wii U), 76 % (sur PC) et 81 % (sur PS4) sur Metacritic. 
Il a reçu les notes suivantes de la presse spécialisée :
- Canard PC : 8/10 (PC)[8]
- Destructoid : 8,5/10 (PS4)[9]
- Jeuxvideo.com : 16/20 (PC)[10]

Le site américain Giant Bomb l'a choisi lors de sa revue annuelle de 2014 dans la catégorie « Meilleur scénario ».

### Récompenses
Le jeu a reçu une mention honorable dans la catégorie Excellence en Narration à l'Independent Games Festival 2015.